# Stanisław Komuda
Stanisław Komuda – czołowy popularyzator muzyki country w Bydgoszczy i na Pomorzu, autor muzycznych programów radiowych (Polskie Radio Pomorza i Kujaw), inicjator „Pikników Country”.
W 1985 r. zorganizował w Leśnym Parku Kultury i Wypoczynku w Myślęcinku pierwszy na Pomorzu festiwal muzyki country, który w kolejnych edycjach stał się masową imprezą rozrywkową, organizowaną w Bydgoszczy. Stał się popularną postacią życia muzycznego, nazwaną w publikacjach prasowych „bydgoskim kowbojem”.
W latach 80. i 90. mieszkał w Bydgoszczy i pracował w bydgoskim „Famorze”. Udzielał się w klubie jeździeckim, Klubie Turystyki Rowerowej oraz uprawiał strzelectwo.